# Скоропад Іван Володимирович
Іван Скоропад Володимирович (2 серпня 1908, Чернявка — 1981, Костромська область) — радянський воїн, у роки німецько-радянської війни командир 196-го гвардійського артилерійського полку (89-та гвардійська стрілецька дивізія). Отримав звання гвардії майора в 1945 році під час операцій на 1-му Білоруському фронті.

## Біографія
Народився 2 серпня 1908 року в селі Чернявка Липовецького повіту Київської губернії (нині Оратівський р-н, Вінницької області) в родині селянина. Етнічний українець. Нащадок козацького старшини (Кальницького полку). Член ВКП(б) з червня 1942 року.
1 жовтня 1930 року Погребищенським РВК Вінницької області був призваний до лав Червоної Армії. Як кадровий солдат перший військовий досвід отримав у Радянсько-фінській війні.
22 червня 1941 року у складі перших перебував на Південно-Західному фронті. Через три дні був важко поранений. У ході оборонних боїв влітку — восени 1941 року війська фронту чинили завзятий опір наступаючому противнику, завдали великої шкоди у боях у районі Луцьк, Дубно, Рівне, тривалий час стримували ворога під Києвом.
У червні 1942 року вступає до лав ВКПб. У 1943 році старший лейтенант Скоропад І. В., командир роти 557-го стрілецького полку 160-ї стрілецької дивізії. У боях за ст. Люботин власноруч знищив мінометну роту і придушив вогневу точку зі станковим кулеметом противника.
30 серпня 1944 року отримав звання гвардії капітан та призначений командиром 196-го Гвардійського артилерійського полку 89-ї Гвардійської стрілецької дивізії. У нагородному листі записано, що в період оборонних боїв з квітня по серпень 1944 року дивізіон, яким керує Скоропад І. В., зробив велику роботу на своїй ділянці зі створення жорсткої оборони, це сприяло подальшим наступальним діям наших частин.

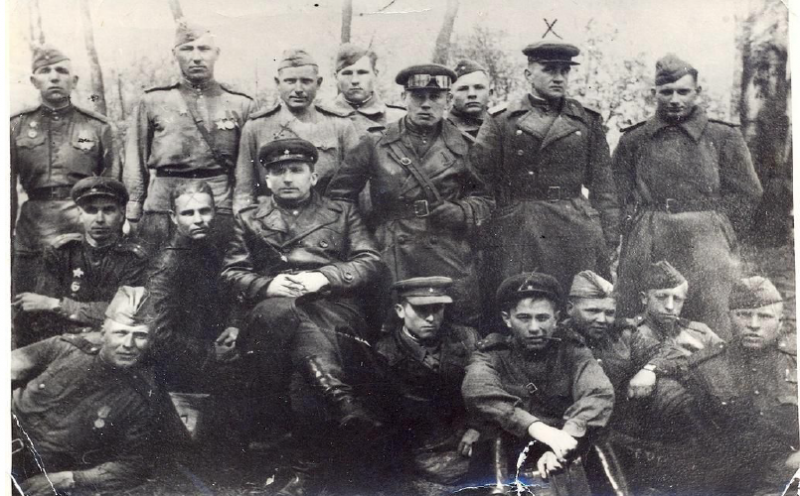
Пам'ятне фото під час фронту

У період настання 23 серпня 1944 року та виходу наших частин до державного кордону річки Прут під його керівництвом було створено умови, щоб у результаті взяти в полон до 350 солдатів та офіцерів Вермахту.
У 1945 році воює на 1-му Білоруському фронті. У цей же момент під час прориву оборони противника в районі на південь від Варшави провів успішні наступальні дії. А саме, вбито до 120 нацистів і пригнічено вогонь двох артилерійських та однієї мінометної роти. Разом з його силами підтримуючи передові батальйони до річки Пилиця (Польща) було відбито дві контратаки противника і як результат до кінця дня 14 січня 1945 року піхота заволоділа переправою і повністю форсувала річку. Пряме наведення 15-го та відбиті три контратаки 17 січня забезпечили повноцінне просування нашої піхоти вперед.
У найважчих боях за Рейхстаг із 21 по 27 квітня під його командуванням спільними зусиллями було розбито 4 вузли опору в кам'яних бункерах, при цьому було вбито та поранено 70 нацистів, знищено важливі точки і зброю. Дії дивізіону сприяли окупації радянськими частинами двох кварталів гір. Військову кар'єру закінчив у Берліні.

## Нагороди
27 березня 1943 року отримав орден «Орден Червоної Зірки».
3 листопада 1944 Медаль «За бойові заслуги» та Орден Вітчизняної війни.
За період прориву на польському напрямі 14—17 січня 1944 року нагороджений орденом «Червоний Прапор».
За героїзм і мужність, виявлену під час окупації Берліна 30 квітня 1945 року гвардії майор Скоропад Іван Володимирович був представлений до медалі: «За перемогу над Німеччиною у Великій Вітчизняній війні 1941—1945 рр.» та медаль «За взяття Берліна».